# Everlast (azienda)
Everlast è un'azienda statunitense produttrice di attrezzature per il pugilato. Fu fondata a New York da Jack Golomb nel 1910 e portata avanti in seguito dal figlio Dan Golomb. La compagnia è diretta da Seth Horowitz.
La Everlast produce una grande quantità di guantoni e altre attrezzature relative alla boxe, come i sacchi da pugile e le protezioni per i pugili dilettanti. Ha anche concesso molte licenze per un'ampia serie di prodotti, incluso l'abbigliamento sportivo per uomo e donna, prodotti per la nutrizione sportiva e scarpe da ginnastica. I prodotti dell'azienda vengono venduti su base globale e gli affari internazionali vengono condotti principalmente attraverso distributori.
I prodotti della Everlast sono conosciuti per la loro qualità e durata e vengono usati in contesti della boxe amatoriali e professionistici, oltre che in palestre e campi di allenamento.
La Everlast compete nel mercato con altri famosi marchi per la boxe, come BenLee, Rival, Green Hill, Cleto Reyes, Lonsdale, Yokkao, Twins, Fairtex, Throwdown, Tuf-Wear, Grant, Winning, Franklin, Title e Ringside Products.
È un marchio attivo anche nel mercato dell'equipaggiamento per le arti marziali miste ed è stato premiato Best Technical Equipment Brand ai Fighters Only World MMA Awards nel 2010 e 2011.
Il videogioco Fight Night: Round 3 è caratterizzato da attrezzature che portano il marchio Everlast.
Nel 2006 la Everlast ha prodotto un profumo chiamato "Original 1910".
All'inizio di giugno la Everlast divenne soggetto di un'offerta di assorbimento dall'Hidary Group a 26,50$ per azione, valutando l'azienda a circa 150 milioni di $. In seguito alle mediazioni della Aquamarine Capital Management e della Galt Investiments, la Sports Direct, una compagnia inglese che possiede marchi come Slazenger, Donnay e Dunlop portò l'offerta a 33$ per azione, valutando l'azienda ad una cifra vicina ai 200 milioni di dollari.
Nel settembre del 2007 la Sports Direct completò la sua acquisizione della Everlast per 182,3 milioni di dollari.